# Heterochaeta occidentalis
Heterochaeta occidentalis är en bönsyrseart som beskrevs av Max Beier 1963. Heterochaeta occidentalis ingår i släktet Heterochaeta och familjen Mantidae. Inga underarter finns listade i Catalogue of Life.